# 아나스타시오스 안드레우
아나스타시오스 안드레우(그리스어: Αναστάσιος Ανδρέου, 1877 ~ 1947)는 그리스의 육상 선수로 키프로스에서 태어났다. 그는 아테네에서 열린 1896년 하계 올림픽에 참가했다.
그의 고향은 레메소스로 그가 2관왕을 달성한 레메소스 그리스 학교에 다녔다.
그는 1896년에 열린 범키프로스대회 1회 경기에서 100m와 110m 허들 종목에서 우승하는등 좋은 성적을 거두었다. 범그리스대회에서는 110m 허들에 키프로스 대표로 참가했다. 그가 범키프로스대회에서 이룬 좋은 성적과 올림픽의 참가는 키프로스의 스포츠계에 있어서 크나큰 영광이었다.
그는 그리스-터키 전쟁 (1897년)에 참전하기 위해 그리스군에 자원입대했으며 도모콘 데르벤, 풀네아, 파르살라에서 싸웠다.
그는 페넬로페 에라클리데우와 결혼했으며 자식으로는 1명의 아들과 2명의 딸이 있다. 그는 1947년에 사망했다.